# 大阪鎮台
大阪鎮台（おおさかちんだい）は、1871年から1888年まであった日本陸軍の部隊で、当時全国に4ないし6つあった鎮台の一つである。字は大坂鎮台とも書く。1888年に鎮台が廃されたとき、第4師団に改組してなくなった。

## 大阪鎮台の発足
大阪鎮台は、1871年に鎮台の数を2から4に増やしたとき、東京鎮台とともに新設された。大阪鎮台の管轄地は、現在の三重県の大部分を除く近畿地方、現在の新潟県を除く北陸地方。鳥取県と岡山県東部以東の中国地方、そして四国地方である。分営を2つおき、第1分営が北陸地方、第2分営が四国地方を管轄した。
第1分営の本営は小浜に置く予定だったが、用地の都合がつかず、12月に彦根に仮設置することにした。第2分営は高松にあり、翌1872年（明治5年）4月12日に2個小隊を松山城に分派駐屯させた。
発足当初は徴兵制がなかったので、鎮台の兵士は旧藩兵から採用された。翌1872年（明治5年）3月に大坂鎮西東北鎮台条例が制定され、鎮台の任務と権限が規定された。

## 1873年の6鎮台制
1873年、明治6年7月19日に鎮台条例が制定され、鎮台の数は6つに増えた。鎮台の管轄地は軍管と呼ぶことになり、大阪鎮台の管地は第4軍管となった。このとき東隣に名古屋鎮台が新設され、大阪鎮台から北陸地方を譲った。また西隣に広島鎮台ができたため、四国地方を譲った。第4軍管は、近畿地方の大部分と中国地方東部を占め、これも新しくできた3つの師管に分けられた。第8師管は大阪、第9師管は大津、第10師管は姫路を本営とした。3つの師管を擁するのは大阪の第4軍管と東京鎮台の第1軍管だけで、他は2つであった。師管には同じ番号を持つ歩兵連隊1個が対応したので、大阪鎮台は3個歩兵連隊を持つことになった。師管内には複数の分営を配置した。
以上は軍備計画であって、制定時に発足できた歩兵連隊はなかった。大阪鎮台の3個歩兵連隊は、いずれも翌1874年（明治7年）12月に編成された。かつ発足時の屯営は第9連隊が大津でなく京都、第10連隊が姫路でなく岡山となった。
また、1873年は徴兵令が発布された年であり、第4軍管では1874年度から徴兵事務を開始した。旧藩兵の兵士（壮兵）と徴集された兵士はしばらくの間一緒に勤務した。

## 1885年改正
1885年、明治18年太政官達第33号（5月18日制定・公布）により、鎮台条例が改正された。この改正は前から決まっていた軍拡方針を受けたもので、6鎮台の戦力は均一にそろえられることになった。各鎮台の師管は2つずつとなった。師管には歩兵旅団を1個置き、歩兵旅団は2個歩兵連隊からなったので、大坂鎮台は2個歩兵旅団、4個歩兵連隊を擁することとされた。しかし、4番目となる歩兵第20連隊はこのとき編成に着手したばかりで、その完了は鎮台廃止の前年の1887年（明治20年）になった。

## 廃止と第4師団への移行
1888年に鎮台条例は廃止され、師団司令部条例など一連の法令が制定されて、鎮台制から師団制に変わった。大阪鎮台はそのまま第4師団に移行した。

## 部隊の編制

### 1871年
明治4年8月の兵部省布達による。
- 大阪鎮台　大阪　常備歩兵5大隊
  - 第1分営　小浜　常備歩兵1大隊
  - 第2分営　高松　常備歩兵1大隊

### 1873年
明治12年制定の鎮台条例による。かっこ内は実際の編成である。
- 大阪鎮台
  - 歩兵第8連隊　大阪（1874年12月に編成[10]）
  - 歩兵第9連隊　大津（1874年12月に京都で編成[10]）
  - 歩兵第10連隊　姫路（1874年12月に岡山で編成[10]）

### 1885年
明治18年改正の鎮台条例に付属した「七軍管兵備表」と「諸兵配備表」による。以下は常備軍で、戦時には常備軍と同じ名称・構成で補充隊を欠く後備軍が追加編成される予定であった。
- 大坂鎮台
  - 歩兵第7旅団　大坂
    - 歩兵第8連隊　大坂
    - 歩兵第9連隊　大津

  - 歩兵第8旅団　姫路
    - 歩兵第10連隊　姫路
    - 歩兵第20連隊　大坂（1884年に編成着手、1887年に完了[9]）

  - 騎兵第4連隊　大坂
  - 砲兵第4連隊　大坂
  - 工兵第4大隊　大坂
  - 輜重兵第4大隊　大坂
  - 歩兵4個補充大隊
  - 騎兵1個補充中隊
  - 工兵1個補充中隊
  - 輜重兵1個補充中隊

## 人事

### 司令長官
- （欠員）：明治4年8月8日 - 明治5年1月29日
- 四条隆謌 少将：明治5年1月29日 - 明治7年4月12日
- 鳥尾小弥太 少将：明治7年4月12日 - 明治7年8月20日
- 三好重臣 少将：明治7年8月20日 - 明治12年9月25日
- （代理）四条隆謌 少将：明治10年5月4日 - 明治10年10月2日（名古屋鎮台司令長官からの兼任。）

### 司令官
- 三好重臣 少将：明治12年9月25日 - 明治13年4月29日
- 曾我祐準 少将：明治13年4月29日 - 明治14年2月9日
- 高島鞆之助 少将：明治14年2月9日 - 明治15年2月6日
- 山地元治 少将：明治15年2月6日 - 明治18年5月21日
- 高嶋鞆之助 中将：明治18年5月21日 - 明治21年5月12日（明治21年5月14日第4師団長）

### 参謀長
- 揖斐章 大佐：明治7年9月14日 - 明治10年2月25日
- 高島信茂 中佐：明治12年2月7日 - 明治13年5月4日
- 土屋可成 大佐：明治13年5月14日 - 明治14年2月19日
- 小川又次 中佐：明治14年2月19日 - 明治15年3月9日
- 長谷川好道 大佐：明治15年3月9日 - 明治16年2月17日
- 茨木惟昭 大佐：明治16年2月19日 - 明治17年6月2日
- 山根信成 中佐：明治17年6月2日 - 明治21年5月12日（明治21年5月14日第4師団参謀長）